# 中華民國外交
中華民國外交是指中華民國的外交關係，過往其與邦交國的外交關係是建立在承認中華民國政府為代表中國的唯一合法政府，同時不給予1949年成立的中華人民共和國外交承認的基礎上，自1988年李登輝繼任總統之後則改採「務實外交」等政策，強調中華民國的主權國家地位，而不再強求中國代表權。目前中華民國與世界12個主權國家擁有正式外交關係，包括11個聯合國成員國和1個聯合國觀察員國，其他國家則出於一個中國政策而不承認中華民國，使得中華民國成為不受國際廣泛承認的國家；雖然如此，中華民國仍與多數無邦交國家維持實質上的往來，並視情形互設代表機構。
由於各國政府普遍接受一個中國政策，對中華民國及中華人民共和國不採行雙重承認，目前世界上沒有主權國家同時與兩方政府建立邦交；在中華人民共和國有參與的國際組織當中（世界貿易組織、亞洲太平洋經濟合作會議、國際奧林匹克委員會等），中華民國使用「臺澎金馬個別關稅領域」、「中華臺北」等不具主權國象徵的權宜身份加入。此外，中華民國雖自1971年《聯合國大會第2758號決議》通過後失去聯合國會籍，但是仍然積極試圖參與經濟合作暨發展組織、世界衛生組織、國際民航組織等國際組織及機構。

## 历史

### 大陆时期
1917年，中华民国北洋政府與德国斷交，并對德、奧宣戰，从而加入第一次世界大战。战后中国作为戰勝國出席巴黎和會，但因五四运动，拒绝在《凡尔赛和約》上簽字。1928年6月中华民国国民政府外交部长王正廷发动了一场以修订不平等条约为中心的“革命外交”，包括恢复关税自主权、取消治外法权、收回租界、收回租借地，以及收回铁路利权、内河航行权、沿海贸易权等。1929年7月，张学良收回苏联控制的中东路时，引发了中东路事件，导致苏联政府与南京国民政府断交。苏军沿中东路一线向中国进攻。中国军队损失巨大，被迫请求停战，并签订了《中苏伯力会议议定书》，恢复了苏联在1929年7月10日以前在中东铁路的一切权益。1941年12月9日，中国政府对德、意、日宣战，加入同盟国参加第二次世界大战。1942年，中華民國與英國和美國的不平等條約廢除，英美放棄在華的租界、领事裁判权、驻兵权、内河航行权。二戰結束後，中華民國作為戰勝國，收复了被日本占领的东北，並開始統治台灣，也参与创建了联合国并成為聯合國安理会五个常任理事國之一。

### 中華民國政府遷臺後

1970年，中華民國退出聯合國前邦交國情況
中華民國（實際控制領土）
與中華民國維持官方外交關係的邦交國
無外交關係

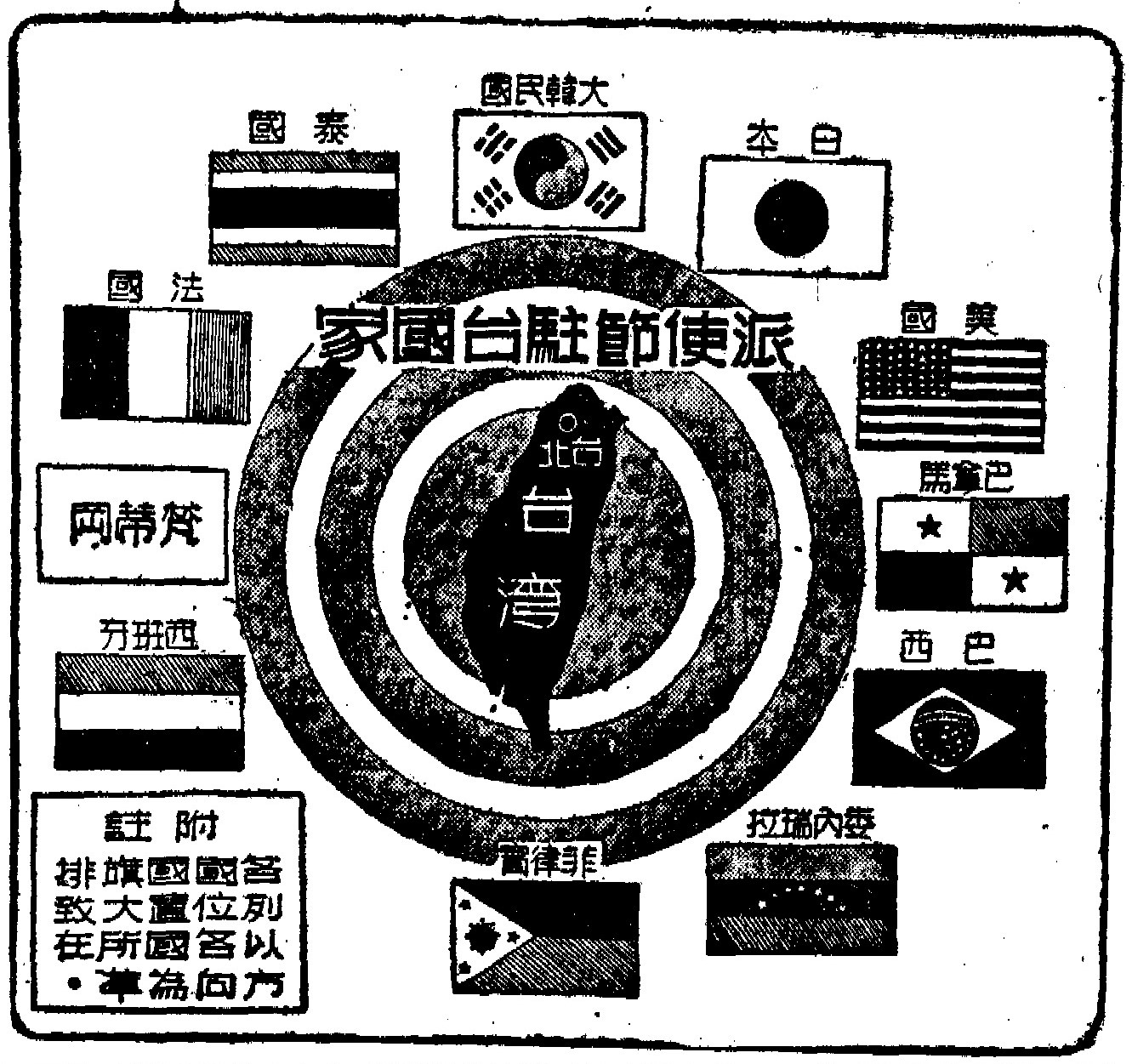
中央日報1953年1月9日地圖周刊附載派使節駐臺國家圖片

1949年，中華民國政府迁往臺灣。1950年代之后，以苏联为首的社会主义国家和新加入联合国的第三世界国家普遍支持中华人民共和国取代中华民国在联合国大会与安理会的中国席次。1952年，中華民國向聯合國控告蘇聯。1961年，中华民国默认蒙古加入联合国。
1971年，中華民國宣布退出联合国，中华人民共和国依据聯合國大會第2758號決議取得原由中華民國在聯合國的「中國席位」。此後許多國家陸續與中華民國斷交，轉向與中華人民共和國建交。自1993年起，中華民國試圖重返聯合國皆未成功。目前絕大部分國家和中華民國没有正式外交關係，但部分国家有在台灣設立代表機構，與台灣保持經貿、文化乃至政治上的往來。由於此種交流模式在1972年與日本斷交、雙方透過交流協會等變通形式維持兩者間關係後，成為多國發展對台關係時加以援用的藍本，因此又得名「日本模式」。
中華民國失去聯合國「中國席位」之後，多國陸續與中華民國斷交，為應對國際情勢變化，於蔣經國總統任內，外交政策多開始使用彈性外交。以經濟發展為中心，強調貿易與實質交流。彈性外交以承認中華民國為唯一正統中國為底線，在此基礎上進行進一步合作交流。1979年，中美斷交之後，中華民國在國際上更佳孤立，以中國代表權為基礎的外交政策更佳難實現。1988年，時任中華民國總統李登輝，以彈性外交為基礎，寬鬆的對中國代表權的要求，不再計較國家名稱，注重追求實際外交權益。
2016年5月，蔡英文政府上任採用「踏實外交」政策，在其兩岸政策上不承認九二共識，中华人民共和国政府开启新一轮的外交攻防，任期內有10個国家同中华民国断交并與中华人民共和国建立或恢复外交關係。
截至2025年7月，全世界有130個國家或地區給予持中華民國護照的中華民國國民免簽證、落地簽證或電子簽證待遇。

## 邦交國

中華民國（實際控制領土）
與中華民國建交並設有大使館的國家
沒有正式外交關係，但設有代表機構的國家與地區

自1971年以後，大多數曾經承認中華民國代表中國的國家都依据聯合國大會第2758號決議陆续轉為承認中华人民共和国作为“中國唯一合法代表”，但仍然有少數國家承認中華民國代表中國。截至目前，中華民國共有12個邦交國，包括欧洲1國（梵蒂冈）、非洲1國（史瓦帝尼）和大洋洲3國（馬紹爾群島、帛琉、圖瓦盧）以及中美洲2國（伯利兹、危地马拉）、加勒比地区4國（海地、聖克里斯多福及尼維斯、圣卢西亚、圣文森特和格林纳丁斯）和南美洲1國（巴拉圭）。中華民國在每個邦交國均設大使館。

### 與歐洲邦交國的關係
| 序号 | 国家   | 面积（平方公里） | 人口  | 外交关系 | 雙方關係簡述                               |
| ---- | ------ | ---------------- | ----- | -------- | ------------------------------------------ |
| 1    | 梵蒂岡 | 0.44             | 1,000 | 雙邊關係 | 1942年6月17日公使級、1959年6月升格大使級。 |

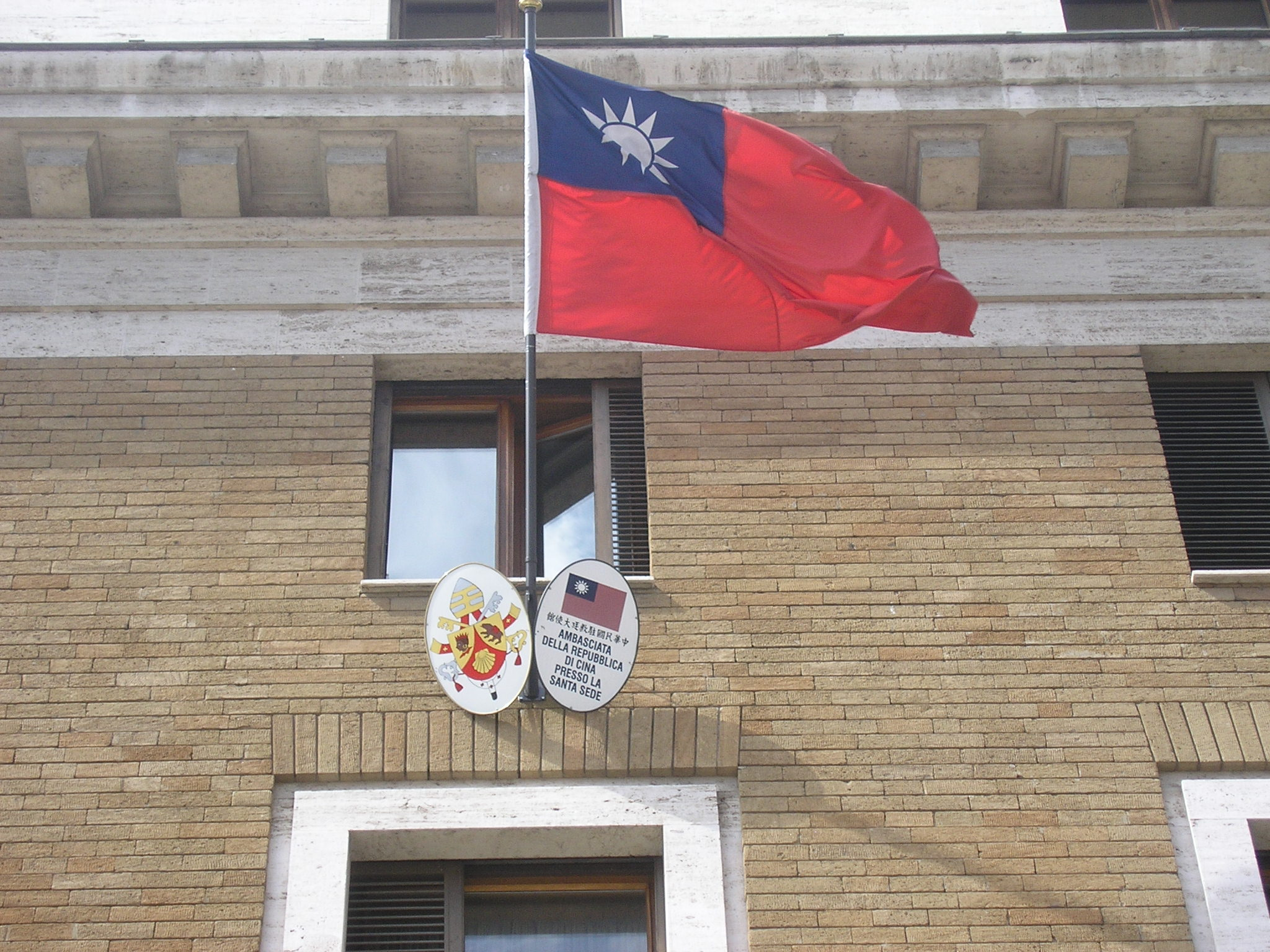
中華民國駐教廷大使館

自從馬其頓於2001年6月18日終止與中華民國的兩年多的外交關係後，中華民國在歐洲友邦恢復僅剩梵蒂岡1國，雙方於1942年6月17日建交。由於梵蒂岡國土面積極小，包括意大利在内的各国駐梵蒂岡大使館均設在義大利境內的羅馬市區，因此驻梵蒂冈使馆是中華民國唯一在非邦交國領土所設大使館。梵蒂岡在台北市設有大使館，但在中華民國退出聯合國之後，梵蒂岡召回末代駐華大使並改為兼使，先派任公使銜、1979年後由参赞銜臨時代辦常駐臺北至今。梵蒂岡作為國際組織的觀察員，大致上不涉入個別國家的世俗議題；在中華民國邦交國聯合遞函時，教廷通常會依例派員陪同而未參與連署或發言。
因為受中華人民共和國政府的政治壓力，中華民國總統在2000年以前都未踏足梵蒂岡領土，當時最高訪問層級官員是在1997年1月13日中華民國副總統兼行政院院長連戰訪問梵蒂冈。
首次現任元首出訪是在2005年4月8日，總統陳水扁出席教宗若望保祿二世的葬禮，其次是在2013年3月17日，總統馬英九出席教宗方濟各就職典禮。

### 與非洲邦交國的關係
| 序号 | 国家 | 面积（平方公里） | 人口      | 外交关系 | 雙方關係簡述         |
| ---- | ---- | ---------------- | --------- | -------- | -------------------- |
| 1    |      | 17,364           | 1,138,089 | 雙邊關係 | 1968年9月6日大使級。 |

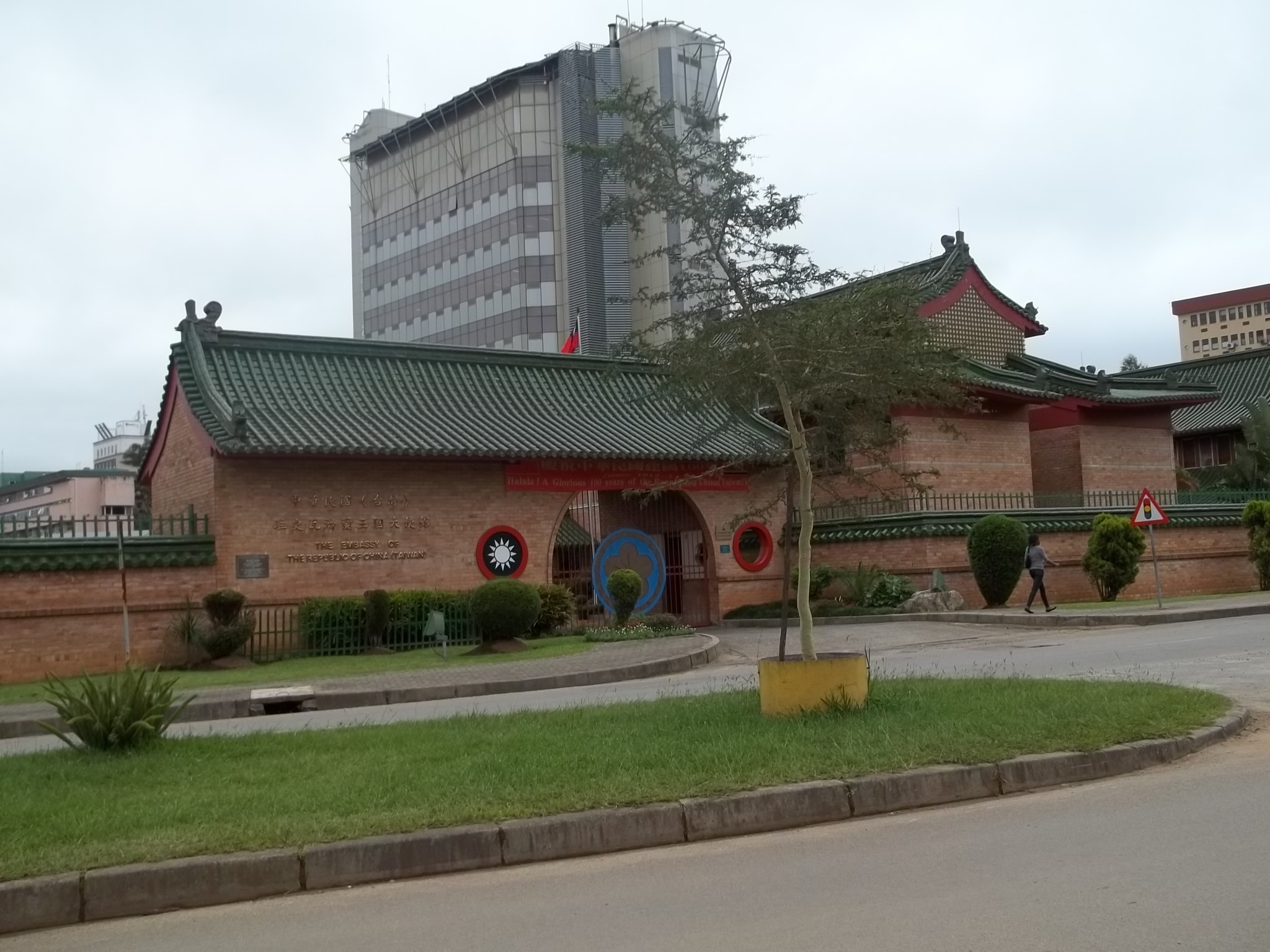
中華民國駐史瓦帝尼大使館

自從布吉納法索於2018年5月24日第二次與中華民國斷交後，中華民國在非洲友邦僅剩史瓦帝尼1國，雙方於1968年9月6日建交。

### 與大洋洲邦交國的關係
| 序号 | 国家       | 面积（平方公里） | 人口   | 外交关系 | 雙方關係簡述           |
| ---- | ---------- | ---------------- | ------ | -------- | ---------------------- |
| 1    | 马绍尔群岛 | 181              | 82,011 | 雙邊關係 | 1998年11月20日大使級。 |
| 2    | 帛琉       | 459              | 21,864 | 雙邊關係 | 1999年12月29日大使級。 |
| 3    |            | 26               | 11,733 | 雙邊關係 | 1979年9月19日大使級。  |

中華民國在大洋洲有3個邦交國，分別是馬紹爾群島、帛琉、吐瓦魯。其中馬紹爾群島（1990年—1998年）曾與中華人民共和國建交，其餘均未曾與中華人民共和國建交。
太平洋區域國家傳統是美国、澳大利亚、新西兰等區域大國勢力範圍，中華人民共和國在該地區的影響力日益增大，已成為此區域第二大資金捐助國，影響中華民國和南太友邦國家邦誼，其方式藉由投資、支助資金並邀請官員訪問，導致原邦交國索羅門群島2019年9月16日斷交。9月20日，基里巴斯以援助項目不滿意與中華民國斷交。2024年1月15日，諾魯與中華民國斷交；現有太平洋邦交國部分，頒布觀光施壓帛琉政府轉向；馬紹爾群島因中資朗格拉普環礁開發案而引起該國政治動盪；原友好國家部分，1990年代簽訂相互承認的兩個大洋洲國家斐濟及巴布亚新几内亚，因中華人民共和國在當地影響力及施壓下，要求中華民國駐當地代表處更名，並關閉駐台北的代表處。
大洋洲的區域性國際組織是太平洋島國論壇（PIF），會員國包含澳洲、紐西蘭及其他太平洋島國共計16國，另有副會員、觀察員，以及包括美國、日本、加拿大以及歐盟等國在內之論壇「對話夥伴（Dialogue Partners）」，中華民國係以論壇「發展夥伴（Development Partner）」身分自1993年起組團與會，並經PIF秘書處安排每年參加「臺灣/中華民國與PIF國家對話會議（Taiwan/ROC-Forum Countries Dialogue）」，主要出席者為中華民國太平洋邦交國、PIF秘書處及論壇轄下組織。中華民國與PIF秘書處主要合作領域，包括提供「臺灣/中華民國PIF獎學金」協助提升PIF成員國教育水準與能力建構，以及協助與PIF有關之區域組織之永續發展。

### 與拉丁美洲及加勒比海地區邦交國的關係

#### 與中美洲邦交國的關係
| 序号 | 国家 | 面积（平方公里） | 人口       | 外交关系 | 雙方關係簡述                                                      |
| ---- | ---- | ---------------- | ---------- | -------- | ----------------------------------------------------------------- |
| 1    |      | 22,966           | 415,789    | 雙邊關係 | 1989年10月13日大使級。                                            |
| 2    |      | 108,889          | 18,255,216 | 雙邊關係 | 1933年6月15日領事關係、1954年12月22日公使級、1960年9月1日大使級。 |

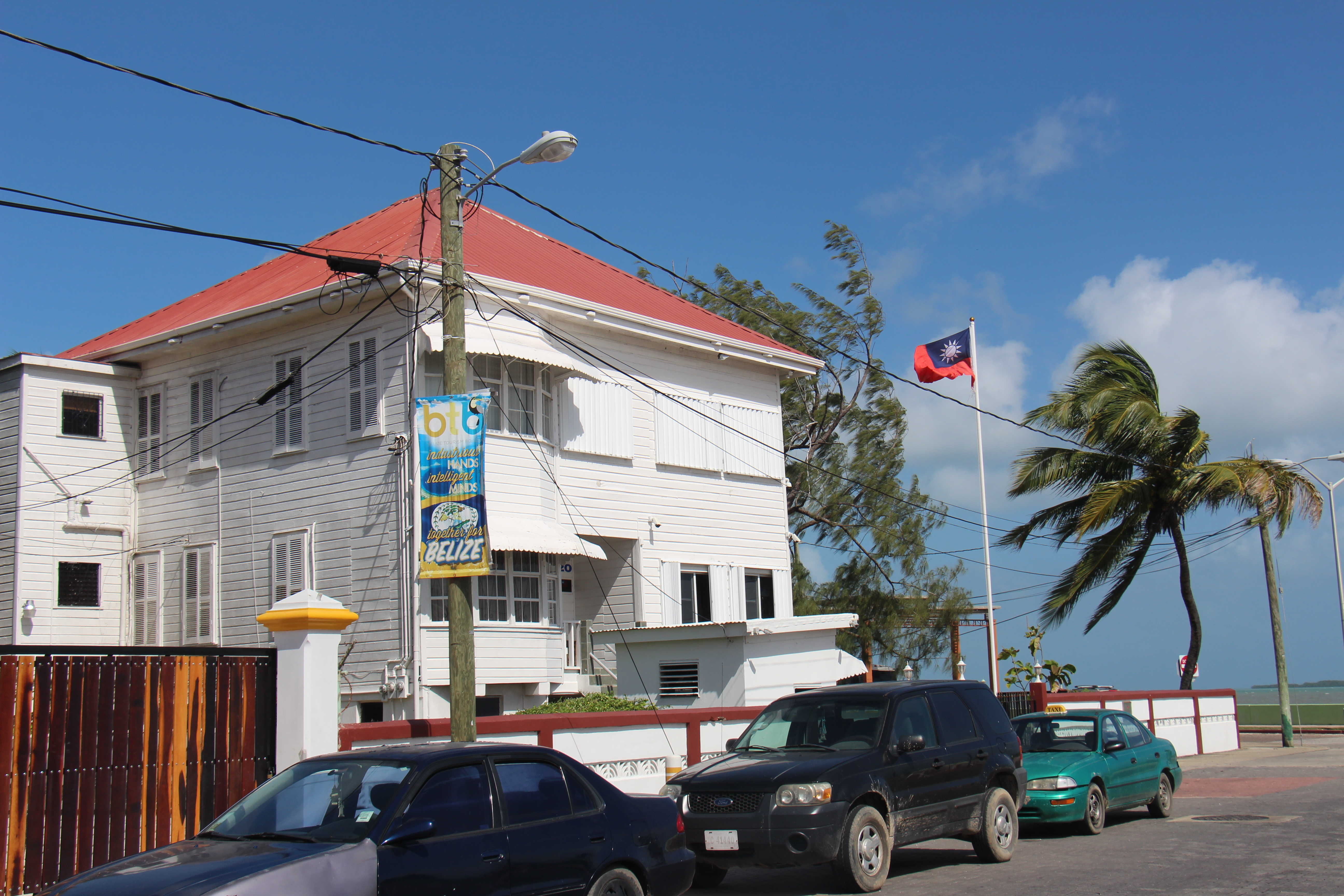
中華民國駐貝里斯大使館

中美地峡包含危地马拉、伯利兹、洪都拉斯、萨尔瓦多、尼加拉瓜、哥斯达黎加、巴拿马7個國家。1990年與尼加拉瓜復交後，中美洲7國皆承認中華民國政府，曾為中華民國外交區域重鎮。不過，因中華人民共和國在全球經濟影響力提升並利用基礎建設及資金投資等經濟優勢吸引有開發需求的中美地峽國家，中美地峽國家方面也急需擴大貿易市場，因此在2007年哥斯大黎加成為2000年以後首個與中華人民共和國建交的中美地峽國家，馬英九政府（2008年—2016年）採取「外交休兵」政策而未導致後續骨牌效應。蔡英文政府主政期間（2016年—2024年），巴拿馬（2017年）、薩爾瓦多（2018年）、尼加拉瓜（2021年）、宏都拉斯（2023年） 陸續轉向，現今只剩瓜地馬拉與貝里斯有外交關係。
中美洲國家在1991年12月成立區域性國際組織中美洲統合體，該組織是聯合國觀察員。其成員國為中美洲7國與位於加勒比海的多明尼加；中華民國在2002年成為該組織的區域外觀察員，參與協助該組織成員國各項活動，並以此架構下成立中華民國與中美洲國家元首高峰會議及混合委員會外交部長會議，但元首高峰會2007年之後未再舉辦，混合委員會外交部長會議（第18次）2023年剩两成員國參與，並在相對弱勢下退出該體系下之中美洲議會觀察員。

#### 與加勒比海地區邦交國的關係
| 序号 | 国家           | 面积（平方公里） | 人口       | 外交关系 | 雙方關係簡述                                               |
| ---- | -------------- | ---------------- | ---------- | -------- | ---------------------------------------------------------- |
| 1    | 海地           | 27,750           | 11,753,943 | 雙邊關係 | 1956年4月25日公使級、1965年9月7日升格大使級。              |
| 2    | 圣基茨和尼维斯 | 261              | 55,133     | 雙邊關係 | 1983年10月9日大使級。                                      |
| 3    | 圣卢西亚       | 616              | 168,038    | 雙邊關係 | 1984年5月7日大使級、1997年8月29日斷交、2007年4月30日复交。 |
| 4    |                | 389              | 100,647    | 雙邊關係 | 1981年8月15日大使級。                                      |

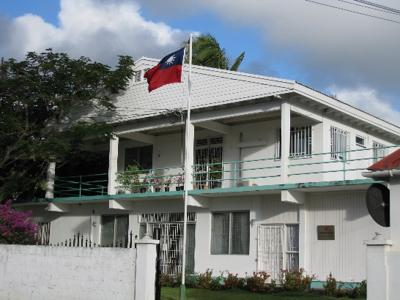
中華民國駐聖克里斯多福及尼維斯大使館

中華民國在加勒比海地區有4個邦交國，分別是海地、聖克里斯多福及尼維斯、圣卢西亚、圣文森特和格林纳丁斯，聖露西亞曾與中華人民共和國政府建交（1997年—2007年），近年來因中華人民共和國政治經濟影響力不斷增強，2018年5月多明尼加與中華民國斷交，聖文森及格瑞那丁主要政黨新民主黨改變立場支持與中華人民共和國政府建交、海地及聖露西亞官員出席「中國-拉共體論壇」第四屆部長會議是否會影響雙邊關係。

#### 與南美洲邦交國的關係
| 序号 | 国家   | 面积（平方公里） | 人口      | 外交关系 | 雙方關係簡述                               |
| ---- | ------ | ---------------- | --------- | -------- | ------------------------------------------ |
| 1    | 巴拉圭 | 406,752          | 7,522,549 | 雙邊關係 | 1957年7月8日大使級，在東方市設立總領事館。 |

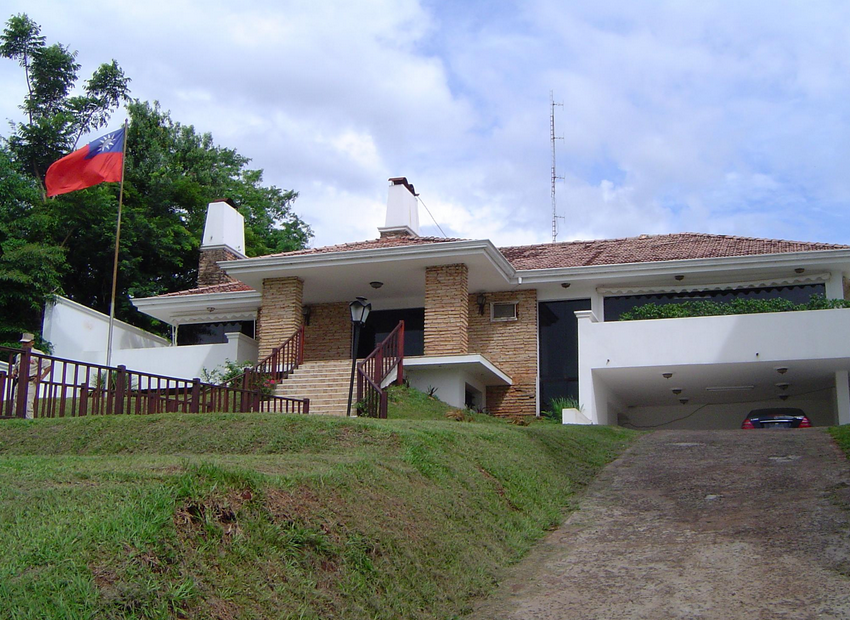
中華民國駐東方市總領事館

自從乌拉圭於1988年2月4日與中華民國斷交後，中華民國在南美洲邦交国僅剩巴拉圭。雙方於1957年7月8日建交。1988年7月中華民國政府在東方市設立總領事館。2023年8月，總統上任，2024年8月雙方簽署5年(2023-2028)合作瞭解備忘錄，其範圍包括安全與防禦、公共衛生、社會住宅、教育、科學和技術、資訊與通訊安全、高科技產業等項目。

### 支持參與聯合國概況
| 近十年中華民國友邦支持中華民國參與聯合國組織的状况 | 近十年中華民國友邦支持中華民國參與聯合國組織的状况 | 近十年中華民國友邦支持中華民國參與聯合國組織的状况 | 近十年中華民國友邦支持中華民國參與聯合國組織的状况 |
| 年度                                               | 當時具有聯合國會員資格中華民國邦交國數             | 總辯論發言提及或致函支持國家數                     | 未發言提及和未致函國家                             |
| -------------------------------------------------- | -------------------------------------------------- | -------------------------------------------------- | -------------------------------------------------- |
| 2015                                               | 21                                                 | 16                                                 | 薩爾瓦多、宏都拉斯、尼加拉瓜、巴拿馬、多明尼加。   |
| 2016                                               | 21                                                 | 16                                                 | 瓜地馬拉、宏都拉斯、巴拿馬、多明尼加、聖露西亞。   |
| 2017                                               | 19                                                 | 15                                                 | 瓜地馬拉、薩爾瓦多、宏都拉斯、多明尼加。           |
| 2018                                               | 16                                                 | 15                                                 | 瓜地馬拉。                                         |
| 2019                                               | 15                                                 | 14                                                 | 尼加拉瓜。                                         |
| 2020                                               | 14                                                 | 14                                                 | 无                                                 |
| 2021                                               | 14                                                 | 13                                                 | 宏都拉斯。                                         |
| 2022                                               | 13                                                 | 13                                                 | 无                                                 |
| 2023                                               | 12                                                 | 11                                                 | 海地。                                             |
| 2024                                               | 11                                                 | 10                                                 | 海地。                                             |

### 中華民國前邦交國
| 前邦交国         | 前邦交国                           |
| 国家             | 期間                               |
| ---------------- | ---------------------------------- |
| 阿富汗           | 1944－1950                         |
| 阿根廷           | 1945－1972                         |
|                  | 1941－1972                         |
| 奥地利           | 1913－1917、1919－1938、1946－1971 |
| 巴哈马           | 1989－1997                         |
| 比利时           | 1913－1971                         |
| 玻利维亚         | 1919－1985                         |
|                  | 1966－1974                         |
| 巴西             | 1913－1974                         |
| 布吉納法索       | 1961－1973、1994－2018             |
| 緬甸             | 1947－1950                         |
| 柬埔寨           | 1953－1958、1970－1975             |
| 喀麦隆           | 1960－1971                         |
| 加拿大           | 1913－1970                         |
| 中非             | 1962－1964、1968－1976、1991－1998 |
|                  | 1963－1983                         |
|                  | 1962－1972、1997－2006             |
| 智利             | 1915－1970                         |
| 哥伦比亚         | 1941－1980                         |
| 刚果共和国       | 1960－1964                         |
| 刚果民主共和国   | 1960－1972                         |
|                  | 1941－2007                         |
| 古巴             | 1913－1960                         |
| 捷克斯洛伐克     | 1931－1949                         |
| 達荷美           | 1962－1964、1966－1973             |
| 丹麦             | 1913－1950                         |
| 多米尼克         | 1983－2004                         |
|                  | 1941－2018                         |
|                  | 1946－1971                         |
| 埃及             | 1935－1956                         |
| 薩爾瓦多         | 1941－2018                         |
| 爱沙尼亚         | 1937－1940                         |
| 芬兰             | 1926－1932                         |
| 法國             | 1913－1964                         |
| 加彭             | 1960－1974                         |
|                  | 1968－1974、1995－2013             |
| 德国             | 1913－1917、1921－1941             |
| 希腊             | 1929－1972                         |
| 格瑞那達         | 1989－2005                         |
|                  | 1990－1998                         |
|                  | 1941－2023                         |
| 印度             | 1942－1949                         |
| 伊朗             | 1920－1971                         |
| 伊拉克           | 1942－1958                         |
| 義大利           | 1913－1941、1944－1970             |
| 牙买加           | 1962－1972                         |
| 日本             | 1930－1937、1952－1972             |
| 约旦             | 1957－1977                         |
| 基里巴斯         | 2003－2019                         |
| 科威特           | 1963－1971                         |
| 老挝             | 1958－1962                         |
| 拉脫維亞         | 1933－1940                         |
| 黎巴嫩           | 1954－1971                         |
| 賴索托           | 1966－1983、1990－1994             |
| 利比里亚         | 1957－1977、1989－1993、1997－2003 |
| 利比亞           | 1959－1971                         |
| 立陶宛           | 1921－1940                         |
| 盧森堡           | 1949－1972                         |
| 北馬其頓         | 1999－2001                         |
| 马达加斯加       | 1960－1972                         |
| 马拉维           | 1966－2008                         |
| 马来西亚         | 1964－1974                         |
| 墨西哥           | 1913－1972                         |
| 蒙古国           | 1946－1949                         |
| 緬甸             | 1947－1949                         |
| 瑙鲁             | 1980－2002、2005－2024             |
| 荷蘭             | 1913－1950                         |
| 新西兰           | 1961－1972                         |
| 尼加拉瓜         | 1930－1985、1990－2021             |
| 尼日尔           | 1963－1974、1992－1996             |
| 挪威             | 1913－1950                         |
| 巴基斯坦         | 1947－1950                         |
| 巴拿马           | 1912－2017                         |
| 秘魯             | 1913－1971                         |
| 菲律賓           | 1946－1975                         |
| 波蘭             | 1929－1949                         |
| 葡萄牙           | 1913－1975                         |
|                  | 1999年7月5日－1999年7月21日        |
| 聖多美和普林西比 | 1997－2016                         |
| 羅馬尼亞         | 1939－1941                         |
| 沙烏地阿拉伯     | 1946－1990                         |
| 塞内加尔         | 1969－1972、1996－2005             |
|                  | 1963－1971                         |
| 所罗门群岛       | 1983－2019                         |
| 南非             | 1976－1998                         |
|                  | 1949－1992                         |
| 越南共和国       | 1955－1975                         |
| 苏联             | 1913－1949                         |
| 西班牙           | 1913－1973                         |
| 斯里蘭卡         | 1948－1950                         |
| 瑞典             | 1913－1950                         |
| 瑞士             | 1913－1950                         |
| 泰國             | 1946－1975                         |
| 多哥             | 1960－1972                         |
|                  | 1972－1998                         |
| 土耳其           | 1934－1971                         |
| 英国             | 1913－1950                         |
| 美国             | 1913－1979                         |
| 乌拉圭           | 1957－1988                         |
|                  | 2004年11月3日－2004年11月10日      |
| 委內瑞拉         | 1941－1974                         |

- 原美国驻中华民国大使馆（南京）
- 原英国驻中华民国大使馆（南京）
- 原法国驻中华民国大使馆（南京）
- 原墨西哥驻中华民国大使馆（南京）
- 抗战期间苏联驻中华民国大使馆（重庆）

## 與非邦交國和地區關係
為維持與非邦交國和地区間的各項往來，中華民國在不少無邦交國設立非官方名義的代表處。特別著重於對美國、日本、歐盟成員國等大國的關係。

### 與美國的關係

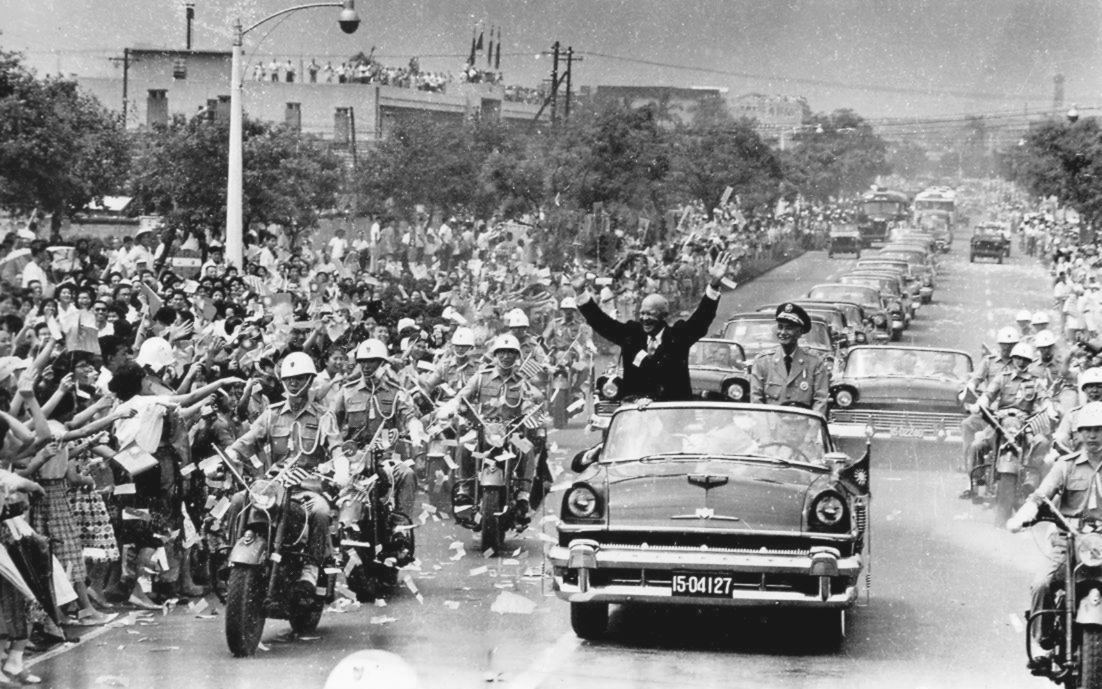
美國總統艾森豪於1960年6月18日訪問臺灣時與中華民國總統蔣中正搭敞篷車前往圓山行館途中接受熱情群眾夾道歡迎。蔣總統伉儷親至松山機場迎接，艾森豪總統並於傍晚在總統府前廣場對50萬群眾發表演說。兩國總統發表聯合公報，穩固邦誼，譴責中国人民解放军對金門隔日砲擊之惡行，也依《中美共同防禦條約》「共同抵禦中共在本地區之挑釁」。艾森豪與蔣中正在第二次世界大戰中分別擔任歐洲及中國戰區的盟軍統帥。

儘管美國在1979年與中華民國斷交，中華民國政府仍將美國視為外交的重點。雙邊關係受到美國的《台灣關係法》、《台灣旅行法》、六項保證以及美國和中華人民共和國之間的三個聯合公報影響。
美國政府的官方立場是：
| “ | 美國歡迎並鼓勵海峽兩岸對話以降低緊張關係，並建立一個最終導致和平解决雙方分歧的環境。美國相信北京與台北之間的分歧可以由海峽兩岸人民自己解決。美國不斷重申和平解决分歧符合美國的利益。 | ” |

美國政府在表述其有關台灣問題的立場上用詞必須十分謹慎以避免觸發外交風波。明確表態反對中華人民共和國以武力統一台灣，但也警告貿然宣布「臺灣獨立」將會導致立即的危險。由於在美國國內有一股很强的同情中華民國的政治勢力。所以美國在該問題上的立場表述往往是含糊其詞的，美國國會一直要求美國政府說明台灣關係法及三個聯合公報的適用優先順序，兩黨皆支持加強和台灣的關係。
中華民國和美國都同意維持現狀，其中包括不明確解釋“現狀”爲何。民進黨的陳水扁政府上任時曾提出「四不一沒有」，美國經常對其任內兩岸政策的發言表示「嚴重關切」，陳水扁總統則會再次重申自己的立場沒有改變；其後民主進步黨提案以台灣名義加入聯合國的公民投票，美國副國務卿在2007年8月下旬時對入聯公投重申反對立場。
美國政府支持台灣加入非以主權國家為資格的國際組織，也支持台灣有意義參與須以主權國家為資格的國際組織。

#### 臺美關係持續進展
2018年1月，美國眾議院通過《臺灣旅行法》。2019年5月7日，美國眾議院通過《2019年臺灣保證法》法案與「重新確認美國對臺及對執行臺灣關係法承諾」決議案。2019年6月6日，臺灣相應美國在臺協會的機構「北美事務協調委員會」（Coordination Council for North American Affairs，CCNAA）更名為「臺灣美國事務委員會」（Taiwan Council for US Affairs，TCUSA），被視為臺美關係的重大進展與突破。2020年1月11日總統選舉，蔡英文勝選連任後，獲得美國國務卿蓬佩奧發表聲明表達祝賀，以「蔡總統」（President Tsai）稱呼，讚揚臺灣再次展現民主力量。2020年2月2日，中華民國副總統當選人賴清德前往美國，出席該年度在美國首都華盛頓特區舉辦的國家祈禱早餐會，被視為是自1979年中華民國與美國斷交以來，臺灣訪問華府的最高層級官員。2021年1月9日，美國國務院宣布取消美臺交往限制。2021年3月18日，美國國防部 《國防部新聞》文中指「臺灣從來不是中國的一部分」（Taiwan was never part of China） 。

#### 現任美國駐臺代表
在1979年美國與中華人民共和國建交以後，中華民國與美國不存在正式的外交關係，但是雙方始終維持非官方的經濟文化交流。美國通過台灣關係法，設立美國在台協會與中華民國保持非官方的關係。美國在台協會在台北設辦事處，高雄設美國在台協會高雄分處。技術上美國在台協會是私人機構，但其成員是美國國務院的職業外交官，以暫時脫離美國公職的方式擔任。
- 美國在臺協會主席：待定
- 美國在臺協會台北辦事處處長：谷立言（Raymond F. Greene）

#### 現任中華民國駐美代表

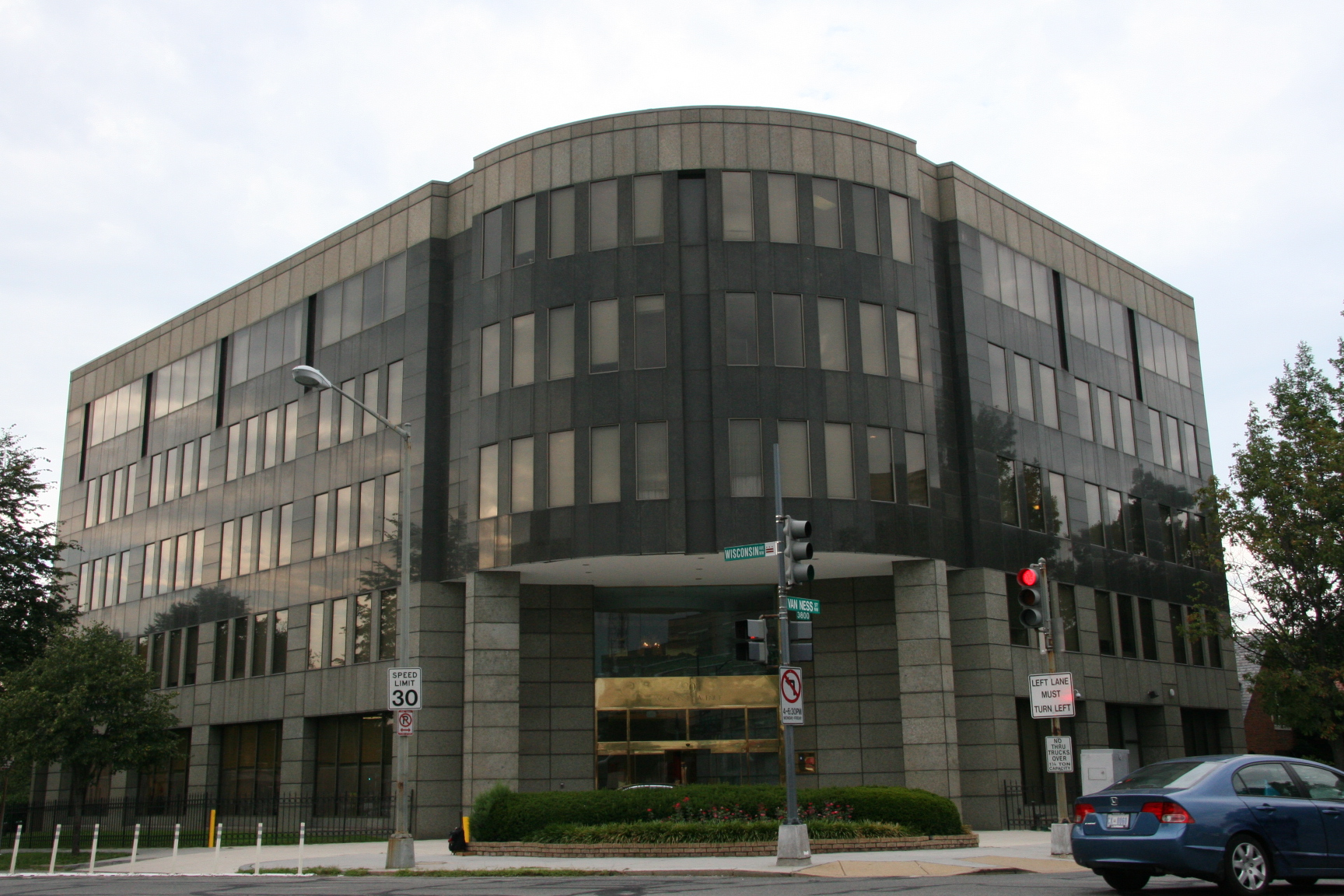
駐美臺北經濟文化代表處

臺北經濟文化代表處（經文處）是中華民國駐美的代表機構，總部設在美國首都华盛顿哥伦比亚特区，並在美國其他12個城市設有辦事處。雖然技術上，經文處非屬官方機構，但其成員都是中華民國政府任命的外交官；這些人員係持旨在促進美國與特定外國間之「友誼、商務及通航」而核發的特約簽證（Treaty visas）、而非外交簽證（diplomatic visa）進入美國。
- 外交部臺灣美國事務委員會主任委員：顏慧欣
- 中華民國駐美代表：俞大㵢

### 與日本的關係

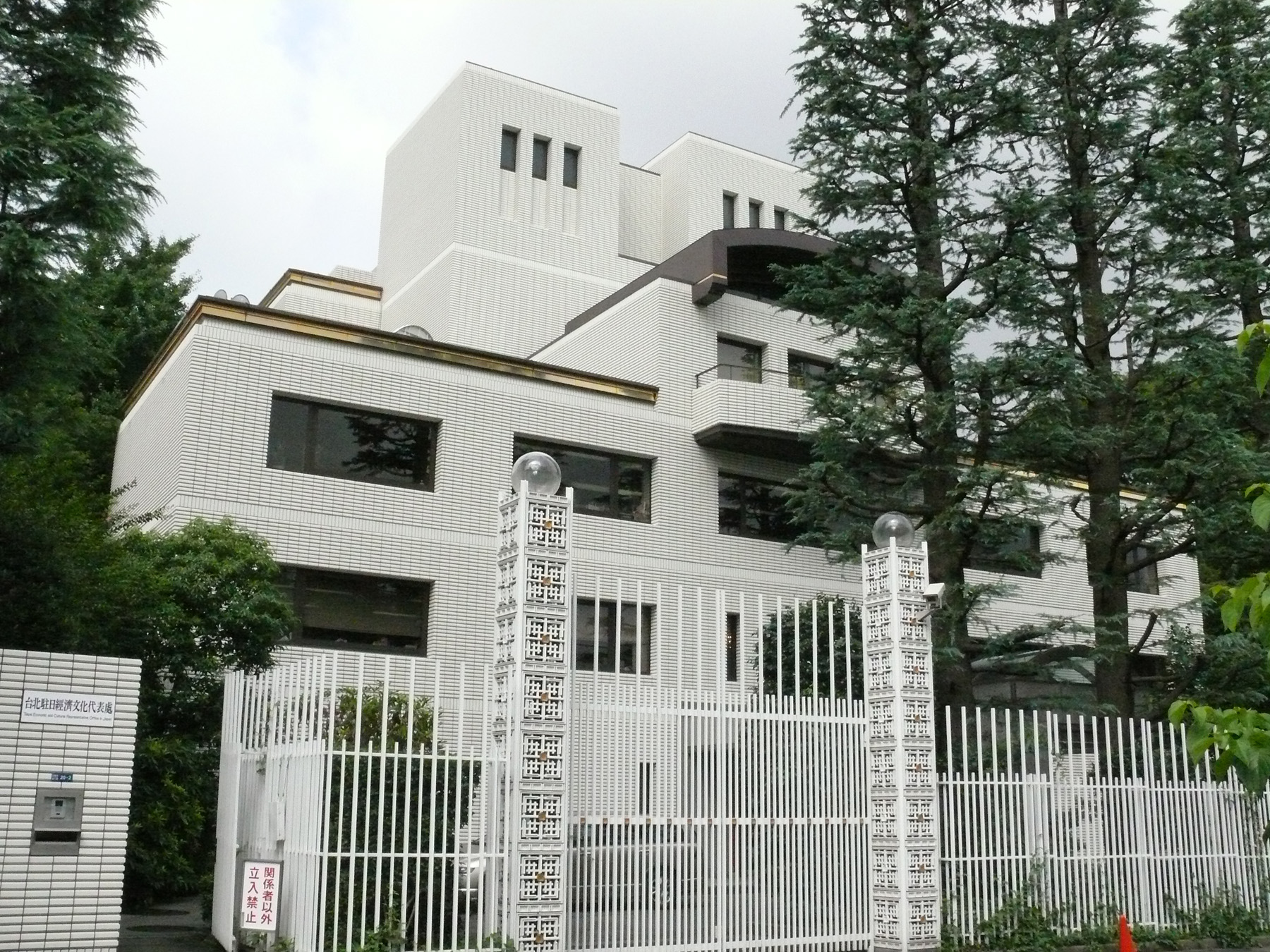
臺北駐日經濟文化代表處

1972年9月29日，日本與中華人民共和國建交後，在台灣設立日本台灣交流協會（原名財團法人交流協會）以維持台日之間的準官方關係，與美國在台協會性質類似；中華民國也同樣在日本設立具有準官方機構性質的臺北駐日經濟文化代表處。
原本中華民國國民在兩國斷交後，前往日本需使用浮貼於護照的「渡航證明書」，日本在2005年愛知世博期間開放中華民國國民免簽證入境90天，日本國會更進一步通過在愛知世博結束後繼續此項措施，維持至今。相對的，中華民國也允許日本國民免簽證入境90天。
各單位的現任主管：
- 臺灣日本關係協會會長：蘇嘉全
- 中華民國駐日代表：李逸洋
- 財團法人日本台灣交流協會會長：隅修三（日语：隅修三）
- 財團法人日本台灣交流協會台北事務所代表：片山和之

### 與韓國的關係
兩國於1949－1992年有官方外交關係，1949年1月4日，大韓民國政府正式成立4個月後，兩國建立大使級外交關係，中華民國是繼美國之後，第二個與韓國建立外交關係的國家，韓國則是最後一個與中華民國斷交的亞洲國家。斷交後，在《新關係架構協定》下，兩國皆在對方首都互設實質大使館，即駐韓國臺北代表部和駐臺北韓國代表部等。

### 與歐洲的關係
中華民國在歐洲聯盟、世界貿易組織及21個歐洲國家首都設有具大使館性質代表機構，同時還在瑞士日內瓦、英國愛丁堡、德國漢堡、法蘭克福、慕尼黑、法國艾克斯普羅旺斯、義大利米蘭等7城市設有具領事館性質代表機構；而歐洲18個國家（不包含歐盟）在台北設有代表機構，來維繫雙邊關係。
2021年7月20日，中華民國外交部部長吳釗燮宣布將於立陶宛首都維爾紐斯設立駐立陶宛台灣代表處，並於11月18日正式成立，成為中華民國在歐洲國家成立的第一個以臺灣為名的代表處，也是中華民國目前在中华人民共和国建交國設立的唯一以臺灣為名的代表處。

### 與東南亞國家的關係
中華民國與8個東南亞國家設立具大使館性質代表機構，中華民國另外在越南胡志明市、印尼泗水等2城市設有具領事館性質代表機構，該區域國家有7國在台北設立代表機構，來維繫雙邊關係。

### 與蒙古國的關係
中華民國憲法在法理上並未放棄中國大陸的領土主權。與蒙古國的關係則更為複雜，1921年以前中華民國政府一直行使對外蒙古的主權，但后在蘇聯的壓力下最終被迫妥协，由苏联做出不援助中國共產黨等三项原则来换取国民政府对外蒙古独立的承认。1946年1月5日，中华民国承认蒙古人民共和国独立。国民政府公告说：“外蒙古人民于民国34年10月20日举行公民投票，中央曾派内政部次长雷法章前往观察，近据外蒙古主持投票事务人员之报告，公民投票结果已证实外蒙古人民赞成独立，兹照国防最高委员会之审议，决定承认外蒙古之独立，除由行政院转饬内政部将此项决议正式通知外蒙古政府外，特此公告。”随后国民政府表示支持蒙古入联合国。。但因随后的北塔山事件而交恶，1947年7月28日，国民政府因為蒙古軍隊入侵新疆而改變立場，反對外蒙古加入聯合國。中华人民共和国成立之初由於外蒙古有蘇聯在背後的支持，而对蒙古予以承认，而中華民國政府遷台之後认为苏联违背当初不援助中國共產黨等三项原则，于1953年取消承認外蒙獨立（在聯合國的控蘇案，並曾行使否決權阻止外蒙加入联合国），並宣稱一直對外蒙古有主權，但1961年在苏联压力下放弃表决，使蒙古得以加入联合国。直到1990年代方與蒙古建立非官方的聯繫關係。2000年中華民國總統選舉由民進黨上台主政後已經基本上承認蒙古國為一個主權獨立的國家，中華民國外交部在烏蘭巴托設有「駐烏蘭巴托臺北貿易經濟代表處」。
2002年，中華民國承認蒙古國，其實早在1990年代後內政部就不再發行「中華民國全圖」。2012年5月21日，行政院大陸委員會發新聞稿表示「民國35年我國憲法制定公布時，蒙古（俗稱外蒙古）獨立已經為我政府所承認，因此，當時蒙古已經非我國憲法第4條所稱的『固有之疆域』」，否定了外蒙古為中華民國領土，完全承認外蒙獨立。

### 與其他非邦交國的關係
目前與中華民國建交的國家為12個，而許多國家在與中華人民共和國建立正式外交關係的同時，也與中華民國保持實質交流或設立代表機構。但由於敏感的政治問題，有些國家的駐台湾代表機構將該國的簽證申請轉給臨近的大使館或領事館辦理，而不是直接在臺灣簽發。同樣地，中華民國在一些國家設有代表機構，也受限國際政治因素，除駐世界貿易組織以臺澎金馬個別關稅領域為名以外，其餘都以台北為名，在立陶宛和未被普遍承認的索馬利蘭則以台灣為名設立代表處。
中華民國和中華人民共和國都宣稱對釣魚台列嶼（尖閣諸島）擁有主權。在中華民國的行政区域规划中，钓鱼台属宜兰县頭城鎮所辖。
中華民國、馬來西亞、中華人民共和國、菲律賓共和國、汶萊達魯薩蘭國、越南社會主義共和國及印度尼西亞共和國，对南沙群岛的主权归属存有爭議；此外，中華民國認為現由中華人民共和國所控制的西沙群島亦為其固有疆域並擁有主權；同時越南亦宣稱擁有西沙群島。2002年的《南海各方行为宣言》缓和了政治緊張，但并未在法律层面取得實質进展。

### 與未受國際普遍承認國家的關係

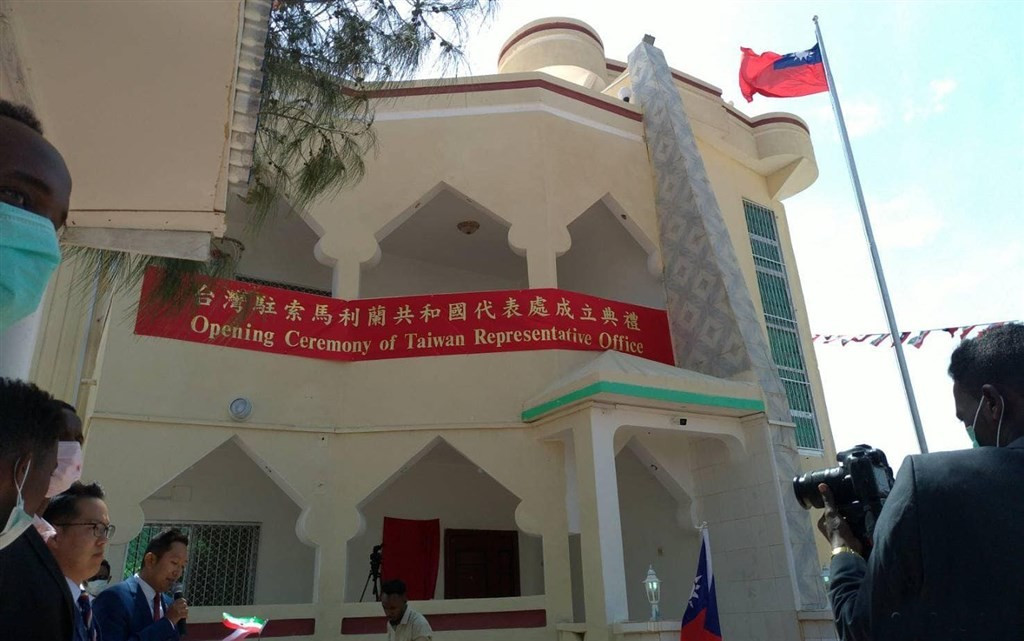
台灣駐索馬利蘭共和國代表處

僅列出有互動紀錄的國家。
| 名稱       | 關係現況 | 外交關係              |
| ---------- | --- | --------------------- |
| 北賽普勒斯 | 兩國未互設具官方性質的代表機構，但是中华民国透过駐安卡拉台北經濟文化代表團兼辖对其相关事務。                              |                       |
| 索馬利蘭   | 兩國互設具官方性質的代表機構，並互相承認。                                                                                | 中華民國—索馬利蘭關係 |
| 科索沃     | 中華民國雖承認科索沃，但科索沃不承認中華民國。 科索沃承認中華人民共和國是中國唯一合法政府，但中華人民共和國不承認科索沃。 | 中華民國—科索沃關係   |

## 與國際組織間的關係

### 世界卫生组织
自1971年中華民國退出聯合國，中國席位改由中華人民共和國代表之後，中華民國就因代表權問題而失去與世界衛生組織的官方聯繫；中華民國政府自1997年起每年都嘗試以不同名義重新參與世界衛生組織（WHO），但每次都受到中華人民共和國的反對，使其邦交国的提案都不能提交世界衛生大會（WHA）討論或表決。2009年世界衛生組織同意中華民國政府以世界衛生大會觀察員身分參加世界衛生大會；2009年5月，中華民國行政院衛生署署長葉金川以「中華台北」的名義參加世界衛生大會，在感謝邦交國家的自辦餐會後被一名留學生質疑其參加世界衛生大會的名義，並指責其為“親中賣台”，蔡英文也称：“台灣不能為了參加世界衛生會議犧牲主權”。到了2016年蔡英文政府上任後，除了在該年得以參與世界衛生大會（但該年邀請函延後送達，且加註了「一个中国原则」），隔年起在中華人民共和國政府施壓下恢复到2009年以前無法參與的情況。

### 國際電信組織
中華民國原本是國際電信組織的會員國，在1971年聯合國席位被中华人民共和国取代後，連帶喪失ITU的會籍。此後，中華民國原本的國際電話區號86被移轉給中国大陆，而另獲配發886的區號。在ITU的官方文件中寫為配發給「中國台灣（Taiwan, China）」。
而在無線電電臺的呼號，則是B開頭。業餘無線電則以BM、BN、BO、BP、BQ、BU、BV、BW、BX開頭。

### 國際奧林匹克委員會
中華民國過往參與國際賽事有數多稱呼分別是1956年「福爾摩沙—中國」、1960年「福爾摩沙」、1964和1968年「臺灣」或者是1972、1972(冬)、1976(冬)年「中華民國」作為奧運會入場隊名，並以中華民國國旗為旗幟參加國際比賽。不過因爲中華人民共和國的干預，1981年促使中華民國在國際奧會的斡旋下簽署洛桑協議，之後皆以“中華台北”的身份參加奧林匹克運動會以及其他國際運動活動，使用中華民國國旗歌（另配歌詞）與中華奧會會旗作為標示。
在大型國際賽事上，中華民國舉辦過2009年世界運動會、2009年夏季聽障奧林匹克運動會、2017年夏季世界大學運動會。

### 其他政府間國際組織
1914年，中華民國加入萬國郵政聯盟，會籍在1972年被中华人民共和国取代。但是中華民國現行統治區域與萬國郵政聯盟成員國之間的郵遞仍然不變。
1999年，中華民國加入中美洲议会成為永久觀察員。2023年8月，中美洲議會通過尼加拉瓜黨團提出的「排我納中」案後，中華民國政府即退出中美洲議會。
| 擁有會籍的政府間國際組織或其下屬機構 | 擁有會籍的政府間國際組織或其下屬機構                                                                        | 擁有會籍的政府間國際組織或其下屬機構                                                                               |
| 順序                                 | 名稱 | 現況 |
| ------------------------------------ | --- | --- |
| 1                                    | 亞太經合組織(APEC)                                                                                              | 1991年，中華民國以「中華台北」的名義加入                                                                           |
| 2                                    | 世界貿易組織(WTO)                                                                                              | 2002年，中華民國以「台澎金馬個別關稅領域」的名義加入                                                               |
| 3                                    | 亞洲選舉官署協會(AAEA)                                                                                      | |
| 4                                    | 亞非農村發展組織(AARDO)                                                                                          | |
| 5                                    | 世界貿易組織法律諮詢中心(ACWL)                                                                                  | |
| 6                                    | 亞洲開發銀行(ADB)                                                                                              | 中華民國以「中國台北」的名義參與                                                                                   |
| 7                                    | 亞太農業研究機構聯盟(APAARI)                                                                                | |
| 8                                    | 亞太防制洗錢組織(APG)                                                                                       | |
| 9                                    | 亞太法定計量論壇(APLMF)                                                                                     | |
| 10                                   | 亞洲生產力組織(APO)                                                                                         | |
| 11                                   | 亞太區追討犯罪所得機構網絡(ARIN-AP)                                                                         | |
| 12                                   | 亞洲醫療器材法規調和會(AHWP)                                                                                | |
| 13                                   | 亞蔬—世界蔬菜中心(AVRDC- The World Vegetable Center)                                                        | 唯一總部設於中華民國境內的國際組織                                                                                 |
| 14                                   | 世界選舉機關協會(A-WEB)                                                                                     | |
| 15                                   | 中美洲銀行(CABEI)                                                                                           | 1992年，中華民國以區域外會員國身分加入。2021年，該行在中華民國設立國家辦事處，亦是該行在中美洲以外設立辦事處的首例 |
| 16                                   | 南方黑鮪保育委員會延伸委員會(Extended Commission, Commission for the Conservation of Southern Bluefin Tuna) | |
| 17                                   | 國際衛星輔助搜救組織(COSPAS-SARSAT)                                                                         | |
| 18                                   | 艾格蒙聯盟(EG)                                                                                              | |
| 19                                   | 亞太糧食肥料技術中心(FFTC/ASPAC)                                                                            | |
| 20                                   | 國際保險監理官協會(IAIS)                                                                                    | |
| 21                                   | 美洲熱帶鮪魚委員會(IATTC)                                                                                   | |
| 22                                   | 國際政府資訊科技理事會(ICA)                                                                                 | |
| 23                                   | 國際棉業諮詢委員會(ICAC)                                                                                    | |
| 24                                   | 國際競爭網絡(ICN)                                                                                           | |
| 25                                   | 審計監理機關國際論壇(IFIAR)                                                                                 | |
| 26                                   | 國際證券管理機構組織(IOSCO)                                                                                 | |
| 27                                   | 國際種子檢查協會(ISTA)                                                                                      | |
| 28                                   | 北太平洋鮪類及似鮪類國際科學委員會(ISC)                                                                     | |
| 29                                   | 北太平洋漁業委員會(NPFC)                                                                                    | 2015年，中華民國以「中華台北」的名義加入                                                                           |
| 30                                   | 世界動物衛生組織(OIE)                                                                                       | |
| 31                                   | 東南亞國家中央銀行總裁聯合會(SEACEN)                                                                        | |
| 32                                   | 亞洲稅務行政暨研究組織(SGATAR)                                                                              | |
| 33                                   | 南太平洋區域漁業管理組織(SPRFMO)                                                                            | |
| 34                                   | 標準與貿易發展機構(STDF)                                                                                    | |
| 35                                   | 世界關務組織(WCO)下屬之「原產地規則技術委員會」(Technical Committee on Rules of Origin)                     | |
| 36                                   | 世界關務組織(WCO)下屬之「關稅估價技術委員會」(Technical Committee on Customs Valuation)                     | |
| 37                                   | 審計監理機關國際論壇(IFIAR)                                                                                 | |
| 38                                   | 中西太平洋漁業委員會(WCPFC)                                                                                 | |
| 39                                   | 國際貿易資訊暨合作機構(AITIC)                                                                               | 2009年，中華民國以「台澎金馬個別關稅領域」的名義加入                                                               |
| 40                                   | 打擊ISIS全球聯盟                                                                                            | 2014年，中華民國以「台灣」的名義加入，參與其全球部長級會議以及人道援助                                             |
| 41                                   | 國際醫藥法規協和會(ICH)                                                                                     | 2016年，中華民國以「中華台北」的名義成為觀察員；2018年6月成為正式會員                                              |
| 42                                   | 對中政策跨國議會聯盟(IPAC)                                                                                  | 2024年，中華民國以「台灣」的名義加入                                                                               |

| 以觀察員地位參與政府間國際組織或其下屬機構 | 以觀察員地位參與政府間國際組織或其下屬機構                                                         | 以觀察員地位參與政府間國際組織或其下屬機構                                                                                 |
| 順序                                       | 名稱                                                                                               | 現況 |
| ------------------------------------------ | -------------------------------------------------------------------------------------------------- | --- |
| 1                                          | 中美洲軍事會議(CFAC)                                                                               | |
| 2                                          | 國際度量衡大會(CGPM)                                                                               | 2002年，中華民國以「中華台北」的名義成為準會員                                                                             |
| 3                                          | 歐洲復興開發銀行(EBRD)                                                                             | |
| 4                                          | 糧食援助委員會(FAC)                                                                                | |
| 5                                          | 中美洲暨加勒比海盆地國會議長論壇(FOPREL)                                                           | |
| 6                                          | 全球生物多樣性資訊機構(GBIF)                                                                       | |
| 7                                          | 國際大西洋鮪類資源保育委員會(ICCAT)                                                                | |
| 8                                          | 美洲開發銀行(IDB)                                                                                  | |
| 9                                          | 國際穀物理事會(IGC)                                                                                | |
| 10                                         | 國際再生能源組織(IRENA)                                                                            | |
| 11                                         | 國際間鑽石原石進出口認證標準機制(KP)                                                               | 2007年，中華民國以「鑽石原石貿易實體中華台北」的名義成為觀察員                                                             |
| 12                                         | 經濟合作暨發展組織(OECD)下屬之「競爭委員會」(Competition Committee)                                | 2004年，中華民國以觀察員國身份加入經濟合作與發展組織的委員會，但因並非聯合國會員國，因此不能成為經濟合作與發展組織的成員國 |
| 13                                         | 經濟合作暨發展組織(OECD)下屬之「鋼鐵委員會」(Steel Committee)                                      | |
| 14                                         | 經濟合作暨發展組織(OECD)下屬之「漁業委員會」(Fisheries Committee)                                  | |
| 15                                         | 國際法定計量組織(OIML)                                                                             | |
| 16                                         | 太平洋島國論壇(PIF)                                                                                | 1993年起，中華民國以論壇發展夥伴（Development Partner）身分組團與會                                                        |
| 17                                         | 中美洲統合體(SICA)                                                                                 | |
| 18                                         | 世界關務組織(WCO)下屬之「修正版京都公約管理委員會」(Revised Kyoto Convention Management Committee) | |
| 19                                         | 世界衛生大會(WHA)                                                                                  | 2009年至2016年，中華民國以「中華台北」的名義成為觀察員。2017年起未能取得邀請函，另經其他渠道派員進入大會旁聽               |
| 20                                         | 國際民航組織大會(Assembly of the International Civil Aviation Organization, Assembly of ICAO)      | 2013年，中華民國以「中華台北」的名義作為其理事會主席特邀貴賓參與第38屆大會                                                 |
| 21                                         | 國際國會聯盟(IPU)全球青年國會議員大會                                                              | 2019年，中華民國作為主辦國特邀貴賓參與第6屆大會                                                                            |
| 22                                         | 國際宗教自由聯盟(International Religious Freedom Alliance)                                         | |
| 23                                         | 國際藥政主管機關聯盟(International Coalition of Medicines Regulatory Authorities)                  | 2024年，中華民國以「Taiwan Food and Drug Administration (TFDA), Chinese Taipei」的名義成為準會員                           |

## 與跨國企業間的關係

### 關於國際民航事務的特殊安排
在很長時間內中華民國的國家航空公司－中華航空無法開拓部分地區的航線，而只能由其旗下的全資子公司（例如華信航空）負責經營。日本東京的航線不得在成田機場起降，只能利用只供國內線使用的羽田機場。但在1995年中華航空的飛機不再繪有中華民國國旗後，才被允許直接飛往成田國際機場。在台灣往來香港的航線方面，曾經因為香港主權移交給中華人民共和國而令華航能否飛到香港成為問題，最後以更改華航飛機的標誌來解決。
由于中华人民共和国政府禁止与中华人民共和国建交国的官方航空公司与台湾通航，导致中华民国的建交和斷交都影響中華民國与別國的航空交通。1992年由于中華人民共和國與大韓民國建交，中華民國與大韓民國斷交，使得中华民国往來大韓民國的航運中斷。直至2002年12月，雙方同意以定期包機復航，而2004年9月1日經雙方談判後簽訂《台韓雙邊航空協定》，恢復台韓雙邊航空運輸定期航線。
許多國家的國家航空公司或主要的航空公司也盡量避免自行經營飛航台灣的航線。例如日本航空通過其子公司日本亞細亞航空、全日空透過子公司日空航空的名義來運營來返中華民國的航線，直到2007年11月生效的台日間新航約改為母公司飛航；而在過去，英國航空是通過其子公司英國亞洲航空的名義來運營來返台灣的航線，而荷蘭皇家航空也通過其子公司荷蘭亞洲航空（機身塗裝為，且去除皇冠標誌）的名義運營往返台灣的航線。但因為飛機調度的因素，實際上也常以母公司的飛機飛航台灣航線。因類似狀況而成立的航空公司還包括了澳洲航空所屬的澳亞航空（Australia Asia Airlines）、瑞士航空所屬的瑞亞航空（Swissair Asia），與法國航空所屬的法亞航空（Air France Asie）。然而隨著兩岸關係漸趨和緩，這些因特殊時代背景而誕生的航空公司也陸續遭裁撤或併回。除此之外，德國漢莎航空雖然沒有針對台北航線特別設立子公司，卻改用原本專門飛航歐洲區域航線的子公司神鷹航空（Condor）負責台德航線。
中華民國雖不是國際民航組織的成員，但航空器註冊編號的冠碼仍是B-開頭，早期後面的數字是3位數或4位數，在1990年代後逐漸改為5位數。

### 頂級網域名
中華民國在網際網路的頂級網域名方面，獲得ICANN分配到.tw的網域名。

## 與非政府組織的關係

### 世界自由民主聯盟總會
「世界自由民主聯盟總會」是由「亞洲人民反共聯盟」發展而來。「亞洲人民反共聯盟」成立於民國43年，由中華民國總統蔣中正、大韓民國總統李承晚、菲律賓總統季里諾共同倡導。民國56年擴大發展為「世界反共聯盟」（簡稱世盟）。民國79年世盟第二十二屆年會決議自民國80起改名為「世界自由民主聯盟」。民國80年世盟第二十三屆年會決議成立「世界自由民主聯盟總會」。「亞洲人民反共聯盟中華民國總會」亦隨之更名為「世界自由民主聯盟中華民國總會」。「世盟」並於民國82年加入聯合國非政府組織（UN DPI/NGO）成為正式成員，擁有全球超過一百個國家分會。

### 締約方大會
聯合國大會在1990年決議設立「政府間氣候變化綱要公約談判委員會（INC）」，並授權起草有關氣候變化公約條文及所有認定為有必要的法律文件，該委員會於1992年通過「聯合國氣候變化綱要公約」（United Nations Framework Convention on Climate Change，UNFCCC）。本公約於1994年3月21日正式生效，秘書處設於德國波昂，截至2011年6月已有195個締約方，其中193個締約方已批准「京都議定書」。締約方大會（Conference of the Parties，COP）為UNFCCC最高權力機關，每年集會一次，定期評審公約及締約方大會所通過法律文件之履行狀況。工業技術研究院（ITRI）為UNFCCC締約方大會NGO類之觀察員，自1995年第一屆締約方大會（COP-1）以來，中華民國每屆大會均派員與會。

### 聯合國/NGO世界公民總會
聯合國/NGO世界公民總會（Association of World Citizens）是一個國際性和平組織，總會會址設立於舊金山，在聯合國擁有非政府組織之身分，與聯合國公共資訊部門（UN/DPI）具有合作關係，而與聯合國經濟社會理事會（UN/ECOSOC）建立顧問關係。最初創立的動機是希望將所有為世界及和平努力的人們聚集在一起，自1975年從美國創立以來，此理念受到許多人認同，迅速推展到全世界50多個國家，期待建立一個具有公理與正義的和平世界。台灣世界公民總會也於2000年成立，以結合世界上擁有和平理想的人士共同努力，期以NGO的力量協助聯合國達成世界和平的理想。

## 外部連結
- 中華民國外交部（页面存档备份，存于）